# Fjernlys
Fjernlys er en type lygter forrest på en bil eller andet køretøj, som benyttes, når nærlyset ikke er tilstrækkeligt.
Som regel kan fjernlyset kun aktiveres, når nærlyset i forvejen er tændt.

## Funktion
Formålet med fjernlyset er, at man på landevej skal have et sæt stærkere lamper til rådighed for bedre at kunne oplyse vejen. Hvis der kommer modkørende køretøjer, skal man skifte til nærlys for ikke at blænde førere af modkørende køretøjer.

### Overhalingsblink
Overhalingsblinket er en anordning, som gør, at man kortvarigt kan tilslutte fjernlyset, selv om lyskontakten er afbrudt. 

## Lovgivning
Fjernlyset skal være hvidt eller gulligt og kunne oplyse vejen tilstrækkeligt (mindst 100 meter) foran køretøjet. Lygterne må ikke være monteret nærmere ved køretøjets yderste kant end nærlyset.
Der skal være en kontrollampe på instrumentbrættet, som minder føreren om, at fjernlyset er tændt.